# Sainte-Suzanne (La Réunion)
Pour les articles homonymes, voir Sainte-Suzanne.
Sainte-Suzanne est une commune française, située dans le département et la région de La Réunion.
Ses habitants sont appelés les Suzannois.

## Géographie

### Localisation

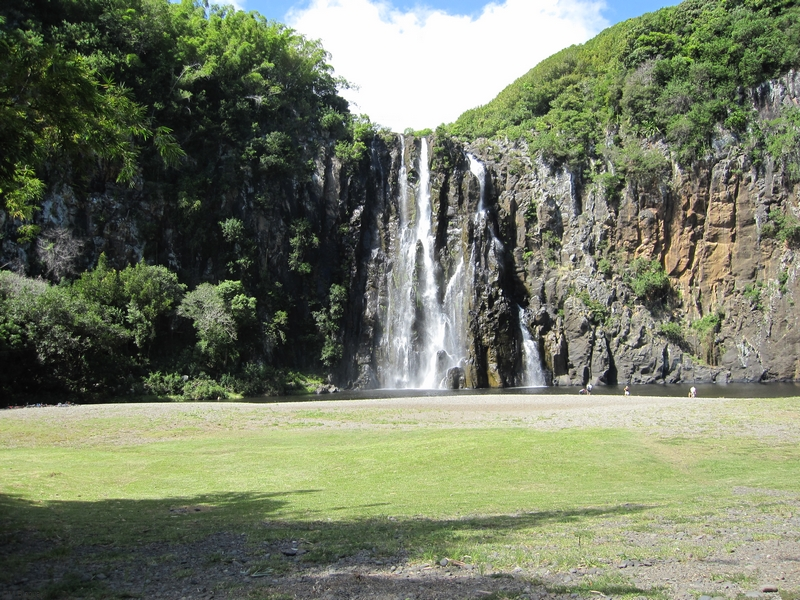
La cascade Niagara.

Le territoire communal est limitrophe de ceux de Saint-André, Sainte-Marie et Salazie. Il est séparé du premier par la Grande Rivière Saint-Jean. Il est séparé du second par la ravine des Chèvres.
Au nord, la commune est bordée par l'océan Indien, et s'élève vers le sud jusqu'à l'altitude de 1 449 m. Au-delà des crêtes se trouve Salazie.

## Urbanisme

### Typologie
Sainte-Suzanne est une commune urbaine, car elle fait partie des communes denses ou de densité intermédiaire, au sens de la grille communale de densité de l'Insee,,,. Elle appartient à l'unité urbaine de Sainte-Suzanne, une agglomération intra-départementale regroupant 1 commune et 24 855 habitants en 2022, dont elle est une ville isolée,.
Par ailleurs la commune fait partie de l'aire d'attraction de Saint-Denis, dont elle est une commune de la couronne. Cette aire, qui regroupe 6 communes, est catégorisée dans les aires de 200 000 habitants à moins de 700 000 habitants,.
La commune, bordée par l'océan Indien au nord-est, est également une commune littorale au sens de la loi du 3 janvier 1986, dite loi littoral. Des dispositions spécifiques d’urbanisme s’y appliquent dès lors afin de préserver les espaces naturels, les sites, les paysages et l’équilibre écologique du littoral, par exemple le principe d'inconstructibilité, en dehors des espaces urbanisés, sur la bande littorale des 100 mètres, ou plus si le plan local d’urbanisme le prévoit,.

### Projets d'aménagement

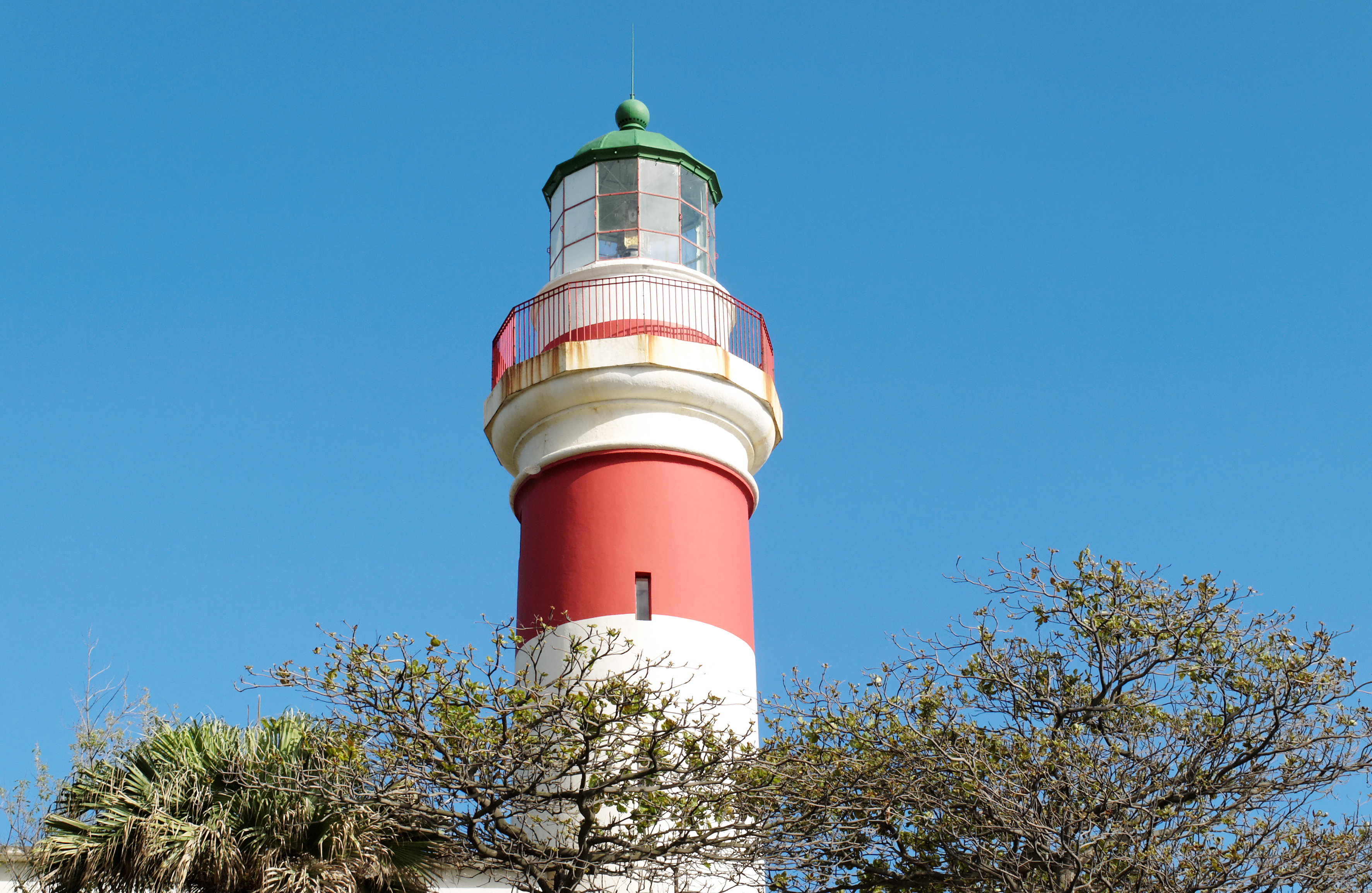
Phare de Bel-Air à Sainte-Suzanne.

Depuis une dizaine d'années, un nombre important de chantiers a modifié le visage de Sainte-Suzanne. Parmi les infrastructures récentes figure la médiathèque intercommunale Aimé-Césaire, qui possède un riche fonds océan Indien. La médiathèque se situe à l'entrée nord de la ville, près du quartier du phare. Le 26 juillet 2013 a également été inauguré le "Stade en Eaux Vives Intercommunal du Bocage" (S.E.V.I.) qui fait partie d'un grand projet de réhabilitation du quartier le Bocage-Niagara.

## Histoire
C'est dans cette commune de la Réunion que les « douze mutins » furent abandonnés en 1646, plus précisément à Quartier-Français. Ce quartier de Sainte-Suzanne tire semble-t-il, son nom d'une guerre qui eut lieu entre les Anglais (le « camp Buston », devenu aujourd'hui le quartier de Saint-André, Cambuston) et les Français (d'où le quartier des Français).
La ville est fondée par le premier gouverneur de l'île Bourbon, Étienne Regnault, en même temps que Saint-Denis, en 1667. Au recensement de 1710 qui ne porte que sur l'élément masculin, on note 50 hommes à Sainte-Suzanne.
Lors du recensement de 1776 à Sainte-Suzanne, on comptabilise 94 propriétaires d'habitations, possédant au total 1 719 esclaves, soit une moyenne de 18,3 esclaves par propriétaire. Parmi eux, 69,2% ont moins de la moyenne, 22,3% ont de 19 à 50 esclaves, 5,3% de 50 à 100 et 3,2% plus de 100.

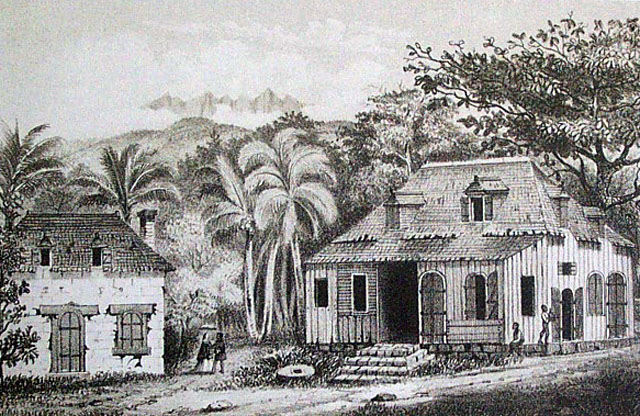
Maison de naissance de l'officier et poète Antoine Bertin.

## Population et société

### Démographie
L'évolution du nombre d'habitants est connue à travers les recensements de la population effectués dans la commune depuis 1961, premier recensement postérieur à la départementalisation de 1946. À partir de 2006, les populations de référence des communes sont publiées annuellement par l'Insee. Le recensement repose désormais sur une collecte d'information annuelle, concernant successivement tous les territoires communaux au cours d'une période de cinq ans. Pour les communes de plus de 10 000 habitants les recensements ont lieu chaque année à la suite d'une enquête par sondage auprès d'un échantillon d'adresses représentant 8 % de leurs logements, contrairement aux autres communes qui ont un recensement réel tous les cinq ans,.

En 2022, la commune comptait 24 855 habitants, en évolution de +7,02 % par rapport à 2016 (La Réunion : +3,33 %, France hors Mayotte : +2,11 %).
| 1961  | 1967   | 1974   | 1982   | 1990   | 1999   | 2006   | 2011   | 2016   |
| ----- | ------ | ------ | ------ | ------ | ------ | ------ | ------ | ------ |
| 9 794 | 11 151 | 11 984 | 13 196 | 14 695 | 18 144 | 21 714 | 22 574 | 23 224 |

| 2021   | 2022   | - | - | - | - | - | - | - |
| ------ | ------ | - | - | - | - | - | - | - |
| 24 293 | 24 855 | - | - | - | - | - | - | - |

### Enseignement
On trouve sur le territoire communal deux collèges publics :
- le collège Hippolyte-Foucque ;
- le collège de Quartier-Français, ouvert en 1998, et qui comptait 715 élèves à la rentrée 2005.

La commune compte par ailleurs deux lycées :
- le lycée public d'enseignement général et technologique de Bel-Air, qui comptait 802 élèves en 2008 : 501 élèves au lycée général et 301 élèves au lycée professionnel. Ce lycée participe aussi à l'écologie grâce à son installation photovoltaïque ;
- le lycée professionnel privé Saint-Joseph-de-Cluny
- plusieurs écoles publiques
- école Sarda Garriga à Bagatelle

## Économie
- Parc éolien de 7,1 MW[22]

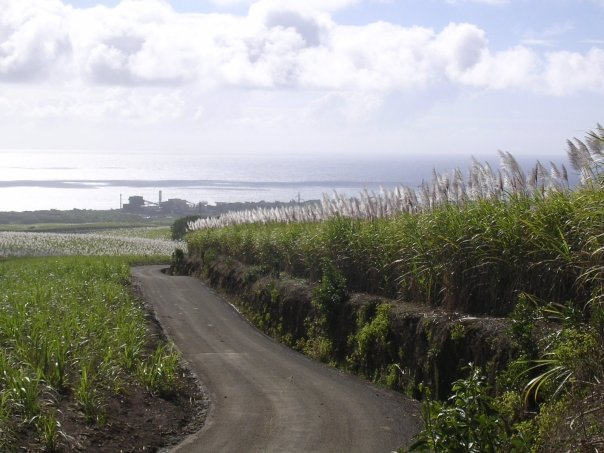
Vue de l'Océan Indien et de l'usine sucrière de Bois Rouge depuis Bellevue.

- L'Installation de stockage de déchets non dangereux (ISDND) de Bagatelle

Le siège du groupe Quartier Français se trouve sur le territoire communal. C'est dire l'importance de la culture de la canne à sucre pour la commune.
Celle-ci capitalise également depuis 2004 sur l'image d'Edmond Albius pour signifier l'importance qu'elle entend donner à la culture de la vanille.

## Culture locale et patrimoine

### Lieux de cultes
- Église Christ-Roi de Bagatelle.
- Église Sainte-Suzanne de Sainte-Suzanne. L'église est dédiée à sainte Suzanne.
- Chapelle Bienheureux-Jacques-Laval de Bras-Pistolet.
- Chapelle Curé-d'Ars de Bellevue.
- Chapelle du calvaire de Bel-Air.
- Église Notre-Dame-du-Bon-Secours de quartier Français.
- Chapelle du domaine de Bel-Air.
- Liste détaillée des églises de Sainte-Suzanne sur :

### Lieux et monuments
- Le phare de Bel-Air, classé au titre des Monuments historiques en 2012[23] est le plus célèbre des phares maritimes réunionnais. Peint en rouge et blanc, il a été érigé en monument à la Fraternité nationale et à la personnalité réunionnaise par l'artiste contemporain et essayiste réunionnais Patrick Singaïny le 18 décembre 2013.
- On peut aussi se balader et se baigner près de la cascade Niagara qui alimente la rivière Sainte-Suzanne ou à la cascade Délices, se promener au Bocage, faire du canyoning au bassin Bœuf, visiter la Forêt Dugain ou sa ferme pédagogique, relier Saint-Denis  à pied, à vélo ou en roller via le sentier littoral Nord.
- Le Domaine du Grand Hazier, ancienne plantation coloniale inscrite au titre des Monuments historiques en 1991[24], abrite un lieu de découverte de la production de la vanille, la Vanilleraie, qui peut également être visité.
- Dans les hauteurs de la ville, le quartier Bellevue possède un monument érigé en mémoire d'Edmond Albius, un esclave célèbre pour avoir découvert un procédé pratique de pollinisation de la vanille.
- Le domaine de Bel-Air contient une chapelle.

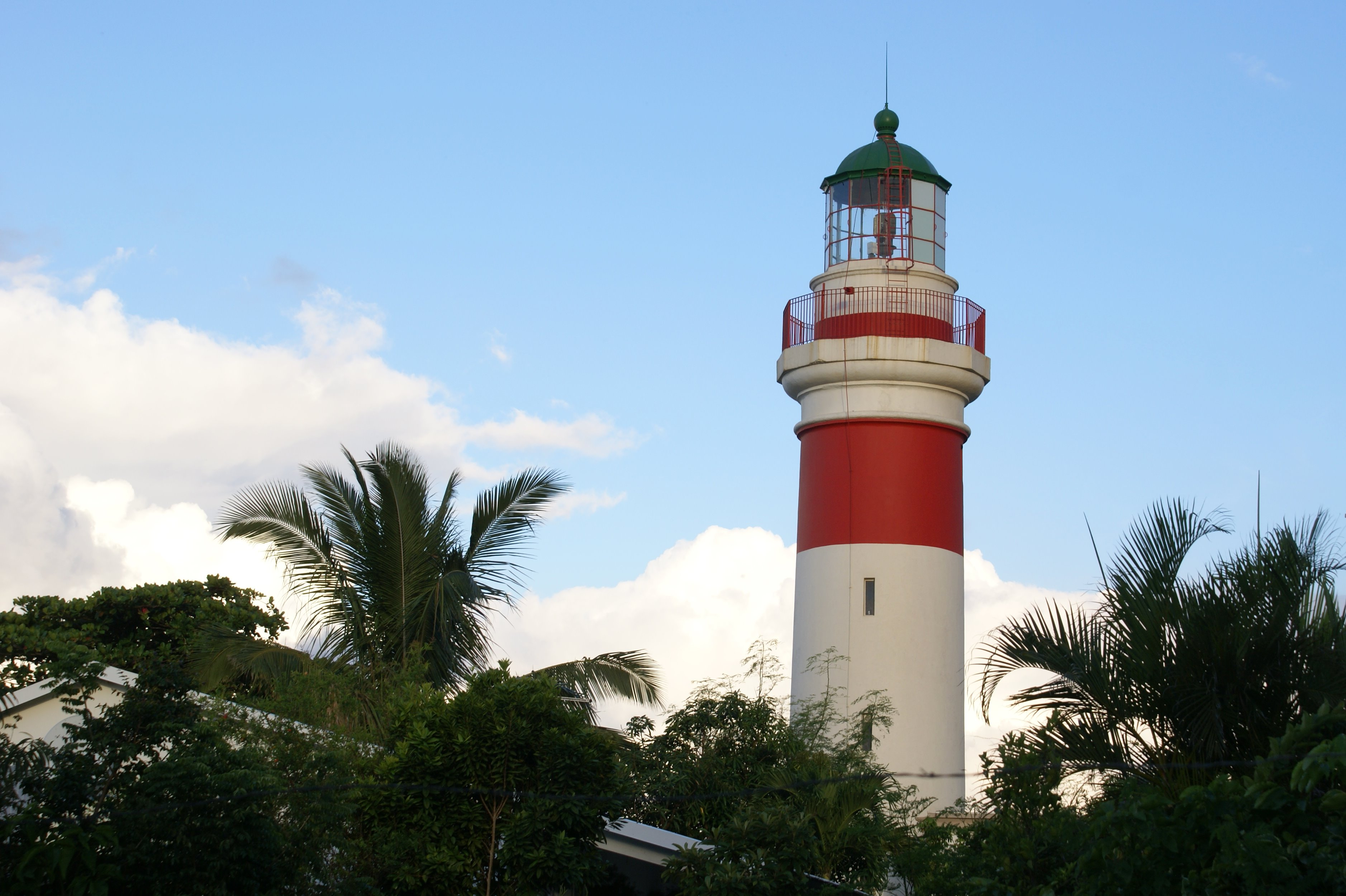
Phare de Bel-Air.
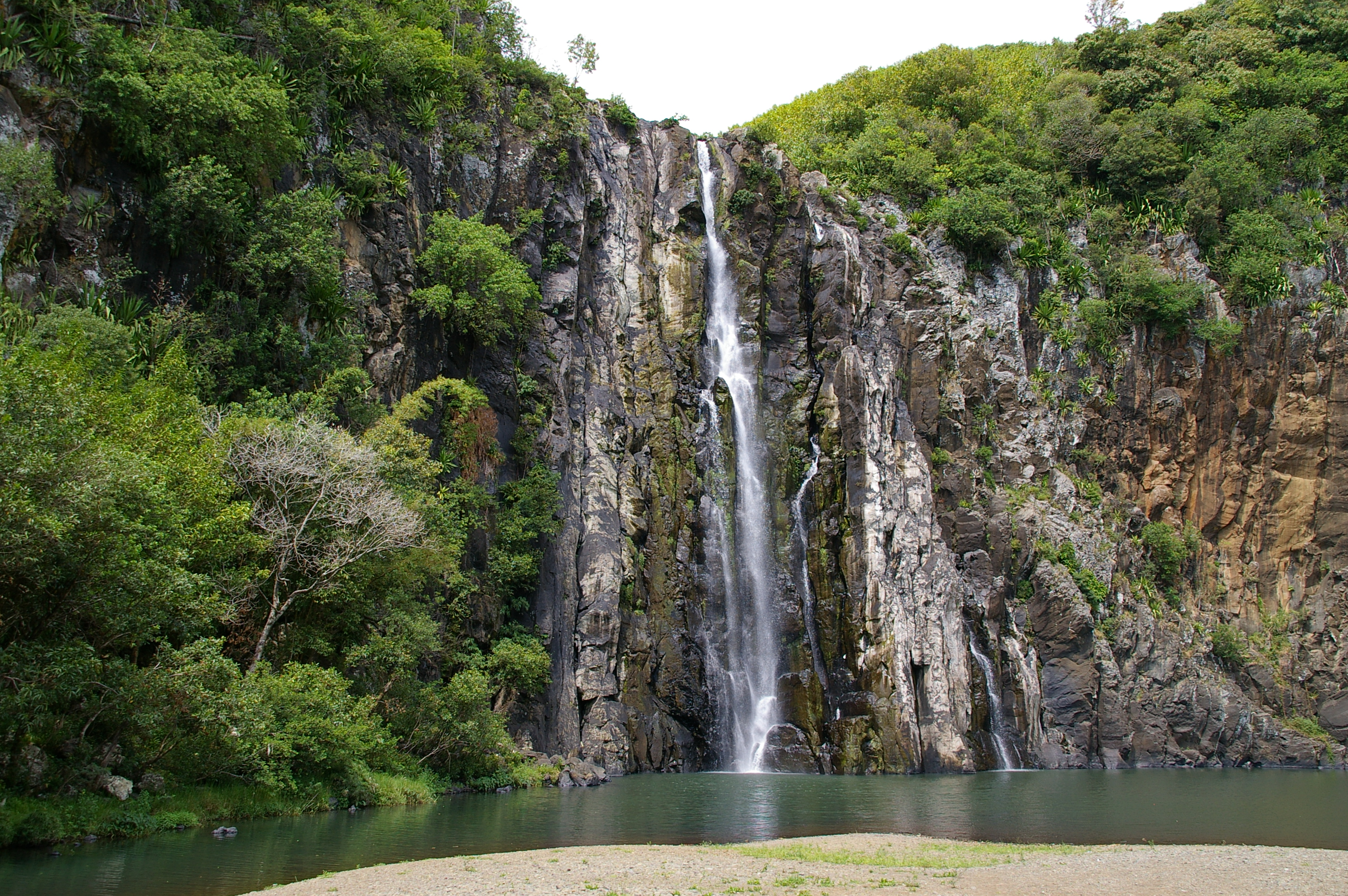
Cascade Niagara.
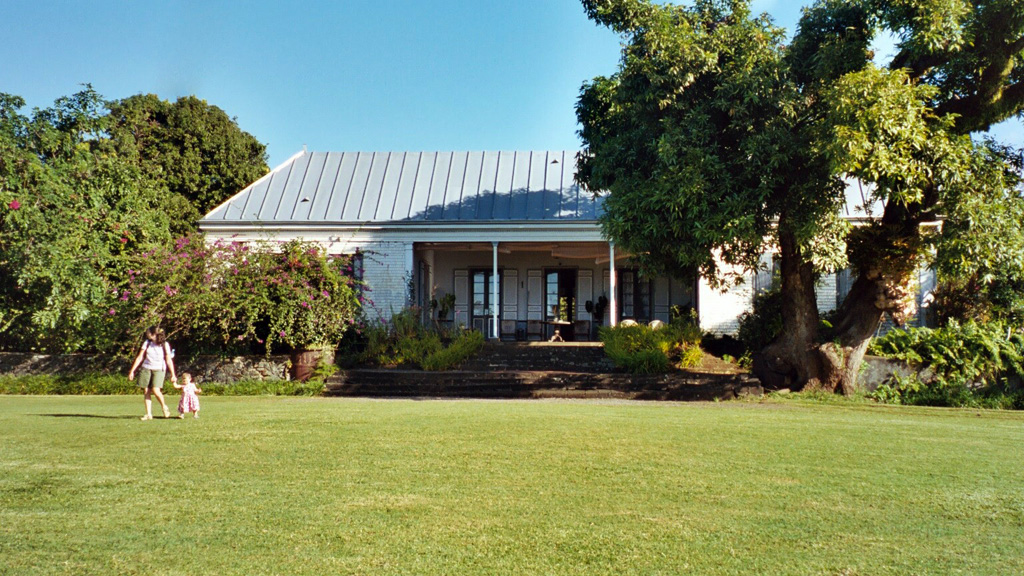
Domaine du Grand Hazier.
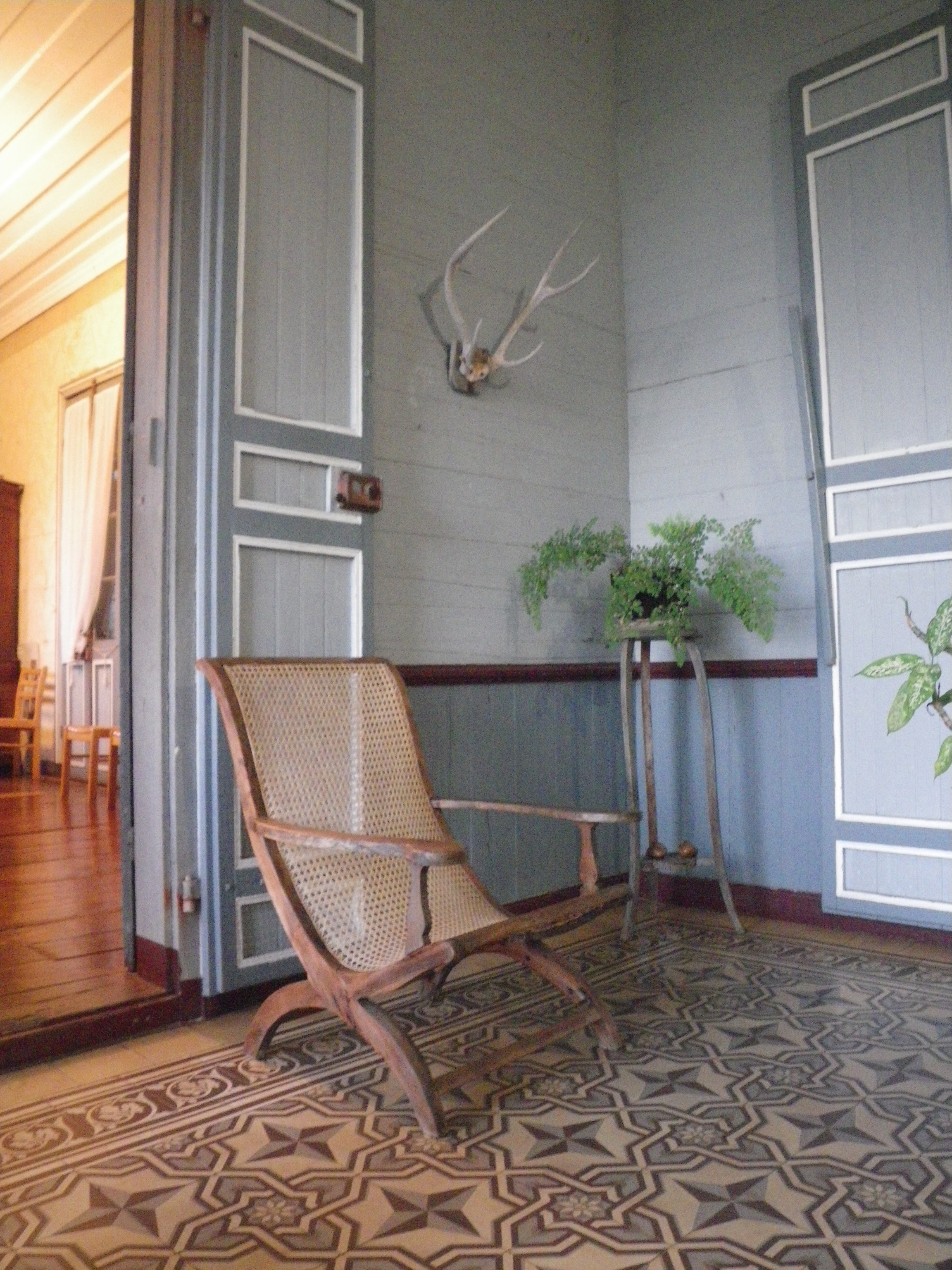
Domaine du Grand Hazier.

### Patrimoine funéraire

#### Un cimetière restauré
Situé dans la commune de Sainte-Suzanne, le cimetière de Bel-Air est le seul cimetière de l’île où se sont déroulées des opérations de restauration de tombes et de mausolées. Ces opérations s’étalent sur une période de 10 ans, de façon régulière les quatre premières années et de façon ponctuelle par la suite, à raison d’une intervention tous les deux ans en moyenne par l'association C.H.A.M (Chantiers Histoire et Architecture Médiévales) . Il devient dans l’espace réunionnais un lieu d’observation, de référence en matière de gestion, de préservation et de transmission de ce type d’espace et des rapports à la mémoire du lieu.
Ce cimetière pose plusieurs caractéristiques : il accueille dans son enclos des monuments à caractère patrimonial (le Caveau des Anglais), il comporte un plan de répartition qui se lit clairement dès l’entrée dans le cimetière, il accueille aussi dans son espace des formes modernes « d’ensevelissement » avec un columbarium. Sur le même espace deux types d’ensevelissement se côtoient ; la pratique à La Réunion est plutôt de construire de nouveaux cimetières ou des crématoriums dans des espaces distincts.
Le cimetière de Sainte-Suzanne a une valeur historique marquée. Cette valeur historique se définit par la présence sur le même espace de plusieurs types de constructions d’architecture, de style et de périodes différentes. Quatre types de monuments funéraires se trouvent ainsi dans le cimetière : 
- la stèle ;
- le mausolée ;
- le caveau ;
- la tombe en terre.

La tombe en terre constitue l’ensevelissement le plus simple et le plus classique. La stèle est généralement constituée par un bloc de lave taillé (1,50 m à 2 m sur 30 à 40 cm de haut), le mausolée est construit sur une tombe en terre et se présente sous forme d’une construction maçonnée avec (ou pas) la présence d’un gisant (simple demi-cercle à Sainte-Suzanne). Le caveau est constitué par un espace creusé dans le sol (1,50 m à 2 m) avec une surélévation hors sol en brique ou en pierres taillées pour les tombes du XIXe siècle.

#### Le Caveau des Anglais
Le cimetière de Bel-Air accueille dans son enclos un espace particulier constitué par une construction massive, que la mémoire orale appelle le « Caveau des Anglais ». La construction se présente sous forme d’une structure rectangulaire qui entoure une voûte. À l’intérieur on trouve un ensemble de pierres tombales. On estime la période de construction à la fin du XVIIIe siècle. Il aurait servi à abriter les corps des soldats anglais, morts pendant l’attaque de l’île au début du XIXe siècle. Cette structure est complétée par des espaces privatifs, entourée d’un petit muret ou sont enterrées principalement des personnes ayant vécu à la fin du XVIIIe et au début du XIXe siècle. Ce caveau, unique en son genre à La Réunion, a été entièrement restauré en 1996. Le plus ancien occupant des lieux : Pierre Antoine Thuault de La Flocherie (1734-1786) y est enterré en 1786. Le monument est d’une architecture de pierre dont l’appareillage est composé principalement de moellons assujettis de cales, de briques et de pierres taillées pour les chaînages et les entrées. Il est composé de deux parties :
- le caveau principal (XVIIIe siècle) : 6,45 m de long sur 7,94 m de large sur une hauteur de 3,60 m ;
- deux enceintes (XIXe siècle) à l’intérieur desquelles se trouvent des mausolées et des stèles en marbres.

### Personnalités liées à la commune

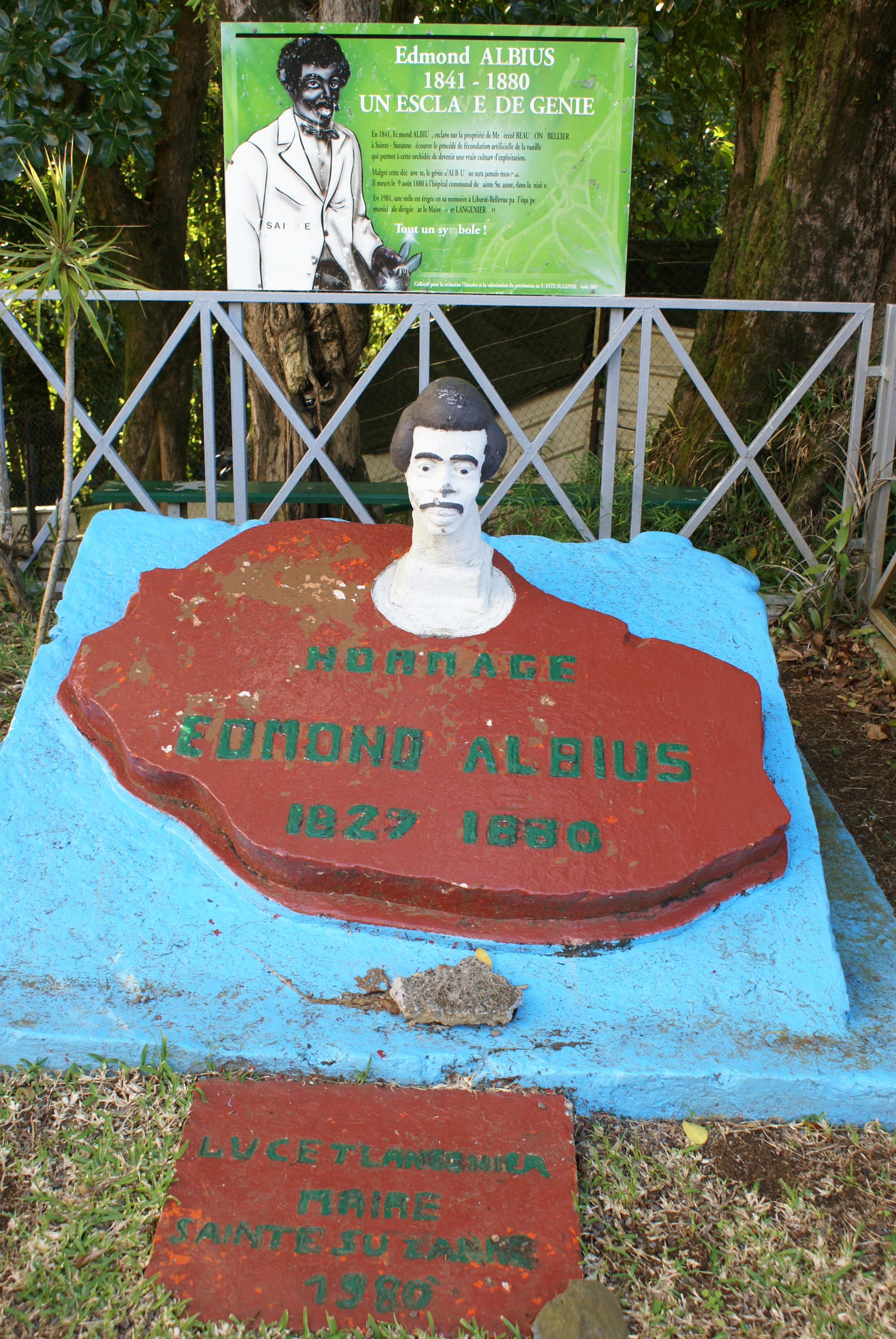
Stèle en hommage à Edmond Albius.

#### Natifs de Sainte-Suzanne
Les personnages suivants sont natifs de Sainte-Suzanne :
- Edmond Albius (1829-1880), esclave qui a découvert le procédé de fécondation artificielle de la vanille ;
- Élie Hoarau (1938), homme politique ;
- René-Paul Victoria (1954), homme politique.
- Damien Aupiais (1981-2005), artiste (leader du maloya celtique de Renésens).

#### Quartiers
- Centre
- Village Desprez
- La Marine
- Jacques Bel Air
- Quartier Français
- Commune Carron
- Commune Ango
- Commune Bègue
- Deux Rives
- Renaissance
- Belle-Vue
- Bagatelle
- Bras Pistolet
- Espérance

#### Autres
- Antoine Bertin (1752-1790), officier militaire et poète.
- Marie Aline Wuathion (1893-1960) a été la première institutrice et directrice d'école d'origine chinoise de 1928 à 1952.
- Né à Saint-Denis en 1776, Jean-Baptiste Renoyal de Lescouble a été un habitant de Sainte-Suzanne. Il en a décrit la vie quotidienne dans un journal qui nous est parvenu couvrant la période de 1811 à 1838, année de sa mort.
- Lo Rwa Kaf (1921-2004), chanteur de maloya (musique traditionnelle de la Réunion) et conteur d'histoires créoles